# Levke Brodersen
Levke Brodersen (* 27. November 1994 in Wyk auf Föhr) ist eine ehemalige deutsche Basketballspielerin.

## Laufbahn
Brodersen spielte zunächst Basketball beim Wyker TB auf ihrer Heimatinsel Föhr. Sie wurde dort von den Eltern der früheren Basketball-Nationalspielerin Stina Barnert trainiert, die ebenfalls von Föhr stammt. Als Jugendliche wechselte Brodersen zum SC Rist Wedel und im Alter von 15 Jahren weiter zum TV Saarlouis. 2011 errang die 1,70 Meter große Aufbauspielerin mit der Mädchenmannschaft der Saarländerinnen den Meistertitel in der Weiblichen-Nachwuchs-Basketball-Bundesliga, während des Spieljahres 2010/11 gab sie ihren Einstand in der Damen-Bundesliga. In Saarlouis entwickelte sich Brodersen zur Leistungsträgerin des Bundesliga-Aufgebots und stieg zur Spielführerin auf. Sie spielte bei den Saarländerinnen teils gemeinsam mit Stina Barnert. Nach Einsätzen in den Jugend-Nationalmannschaften der Altersklassen U16, U18 sowie U20 bestritt sie im Februar 2016 ihren ersten Länderspieleinsatz in der A-Nationalmannschaft.
Nach dem Ende des Spieljahres 2017/18 verließ Brodersen, die neben dem Basketball ein Lehramtsstudium in den Fächern Englisch und Biologie durchlief, den TV Saarlouis und wechselte zum englischen Erstligisten Sheffield Hatters. Im Januar 2019 gewann sie mit Sheffield den Pokalwettbewerb WBBL-Cup. Nach einem Jahr in England kehrte Brodersen zur Saison 2019/20 nach Saarlouis zurück. Im Mai 2020 wurde sie als Neuzugang beim Bundesligisten BG Donau-Ries (Eigner Angels Nördlingen) vorgestellt und wechselte 2021 innerhalb der Liga zum TSV 1880 Wasserburg. Im November 2021 bestritt sie ihr 24. und letztes A-Länderspiel. Nach dem Abstieg aus der Bundesliga im Jahr 2022 blieb Brodersen Wasserburg in der 2. Bundesliga treu. Im Anschluss an die Saison 2022/23 zog sie sich aus beruflichen Gründen aus dem Basketballsport zurück.